# Bogdanka (Lublin)
Pour les articles homonymes, voir Bogdanka.
Bogdanka (prononciation : [bɔɡˈdaŋka]) est un village polonais de la gmina de Puchaczów dans le powiat de Łęczna de la voïvodie de Lublin dans l'est de la Pologne.
Il se situe à environ 6 kilomètres au nord-est de Puchaczów (siège de la gmina), 10 kilomètres à l'est de Łęczna (siège du powiat) et 33 kilomètres à l'est de Lublin (capitale de la voïvodie).
Le village comptait approximativement une population de 460 habitants en 2009.

## Histoire
De 1975 à 1998, le village est attaché administrativement à l'ancienne Voïvodie de Lublin.

Depuis 1999, il fait partie de la nouvelle voïvodie de Lublin.